# Mestre Curica
Raimundo Leão Ferreira Filho (Marituba, 26 de junho de 1949) mais conhecido como Mestre Curica, é um músico e compositor brasileiro. Ao lado de Mestre Vieira e Aldo Sena, é reconhecido como um dos três nomes fundamentais da guitarrada paraense, ritmo surgido da fusão entre sonoridades locais, como a do carimbó, no qual também é uma referência, e do Caribe, tais como o merengue e o mambo.

## Biografia
Nasceu no bairro de Pedreirinhas, no município de Marituba, região metropolitana de Belém. Chegou a jogar futebol no Flamengo Esporte Clube de Pedreirinhas, nos anos 60. Deve seu apelido ao fato de quando era criança apreciava, como as curicas, um fruto típico da região, o ingá. Começou na música tocando bateria aos 7 anos e depois passando por vários instrumentos até chegar naquele que adotou como favorito, o banjo.
Tem uma carreira de grande sucesso, tendo ajudado a consolidar a guitarrada e tocando também carimbó, no qual, com o banjo, foi um dos pioneiros na gravação e difusão nos anos 70. Curica lançou 15 álbuns, em cerca de 60 anos de carreira. Criou a chamada guitarrinha cabocla, inserindo esse instrumento junto ao seu conhecido banjo no repertório instrumental da lambada. Um diferencial de Curica em relação a outros expoentes da guitarrada é que ele costuma escrever letras para suas composições, em um gênero em que predominavam os temas instrumentais.
Nos anos 70, integrou o Conjunto de carimbó "Uirapuru", de Mestre Verequete, tendo gravado cinco discos, os quais estão entres as principais produções pioneiras da história do gênero.  Em 1988 participou do LP "Nazaré Pereira, na Terra dos Carimbós - Ver o Peso" com o grupo de carimbó Irmãos Coragem, os quais lançaram naquele mesmo ano um LP intitulado "Icoaraci". De 2003 a 2008 integrou o projeto Mestres da Guitarrada, idealizado pelo guitarrista e produtor musical Pio Lobato  realizando com os parceiros turnês pelo Brasil e também no exterior, com apresentações em países como México, França e Portugal.
Também foi retratado no documentário “Os Carimbós e Guitarradas de Mestre Curica”, dirigido por Bruno Rabelo e Lorena Alves.

## Discografia
Algumas gravações de destaque são listadas abaixo. 
Com Verequete e o Conjunto Uirapuru:
- O legítimo carimbó (Gravado nos estúdios da Rádio Marajoara, 1971, ainda como O Uirapuru da Amazônia) - LP[8][13]
- O legítimo carimbó, Volume 3 (1975)[14][15]
- Volume 5, Carimbó Original (Gravasom, 1977)[16]

No marco do projeto Mestres da Guitarrada:
- Mestres da Guitarrada (Cultura Marcas, 2004)[17]

Solo
- Mestre Curica e Seu Conjunto (Ná Music, 2017)[18]